# Kernkraftwerk Daya Wan
Das Kernkraftwerk Daya Wan (chinesisch 大亞灣核電站 / 大亚湾核电站, Pinyin Dàyà Wān Hédiànzhàn, Jyutping Daai6aa3 Waan1 Hat6din6zaam6; alter Name Kernkraftwerk Guangdong, englisch auch Daya Bay Nuclear Power Plant) befindet sich im Stadtbezirk Longgang der Stadt Shenzhen in der chinesischen Provinz Guangdong. Es liegt an der Daya-Bucht auf der Dapeng-Halbinsel, etwa 50 km nordöstlich von Hongkong.

## Projektstruktur
Die Anlage gehört der Guangdong Nuclear Power Joint Venture Company, Ltd., einer Kooperation der China General Nuclear Power Group (75 %) und dem Hongkonger Energieversorger CLP (25 %). Die beiden Reaktoren vom Typ M310 wurden von Framatome geliefert, das Gesamtprojekt hatte einen Umfang von ca. 4 Mrd. USD.
Für den KKW-Betrieb ist die Daya Bay Nuclear Power Operations & Management Company, Ltd. zuständig, die auch das angrenzende Kernkraftwerk Ling’ao betreibt. Es arbeiten etwa 900 Personen im KKW Daya Wan. Etwa 70 % der produzierten elektrischen Energie wird nach Hongkong geliefert.
Seit 2011 wird auf dem Gelände das Daya-Bay-Experiment betrieben, welches das Daya-Wan-Kraftwerk sowie die benachbarten Ling’ao-Blöcke als Neutrinoquelle nutzt.

## Zwischenfälle
Am 23. Mai 2010 trat ein Leck in einem Brennstab des Reaktors 2 auf. Dies wurde durch ein Ansteigen der Radioaktivität im primären Kühlkreislauf des Reaktors bemerkt. Laut Radio Free Asia soll dabei auch eine größere Menge radioaktives Iod in die Umwelt gelangt sein. Der Betreiber des Kraftwerkes teilte jedoch mit, der Anstieg der Radioaktivität sei nur auf das Kühlmittel beschränkt, es sei zu keiner Freisetzung von Radioaktivität gekommen und der Betrieb des Reaktors sei nicht beeinträchtigt. Messstationen in Hongkong hätten auch keine anormalen Radioaktivitätswerte seit dem 23. Mai gemessen.
Im Oktober 2010 kam es zu einem weiteren Zwischenfall: Ein Kühlsystem leckte, und Arbeiter wurden ionisierender Strahlung ausgesetzt.

## Daten der Reaktorblöcke
Das Kernkraftwerk Daya Wan hat zwei Blöcke (Quelle: IAEA, Stand: September 2022):
| Block | Reaktortyp | Modell | Status     | Netto- leistung in MWe (Design) | Brutto- leistung in MWe | Therm. Leistung in MWt | Baubeginn  | Erste Kritikalität | Erste Netzsyn- chronisation | Kommer- zieller Betrieb | Abschal- tung (geplant) | Einspeisung in TWh |
| ----- | ---------- | ------ | ---------- | ------------------------------- | ----------------------- | ---------------------- | ---------- | ------------------ | --------------------------- | ----------------------- | ----------------------- | ------------------ |
| 1     | PWR        | M310   | In Betrieb | 944 (930)                       | 984                     | 2905                   | 07.08.1987 | 28.07.1993         | 31.08.1993                  | 01.02.1994              | –                       | 199,88             |
| 2     | PWR        | M310   | In Betrieb | 944 (930)                       | 984                     | 2905                   | 07.04.1988 | 21.01.1994         | 07.02.1994                  | 06.05.1994              | –                       | 198,07             |